# Nicolas Besch
Nicolas Besch (* 25. října 1984, Le Havre, Francie) je profesionální francouzský hokejista hrající na postu obránce. Reprezentoval Francii na MS 2011 a MS 2012.

## Hráčská kariéra
Svou profesionální kariéru zahájil v týmu Rouen Hockey Élite 76 (první francouzská liga) v roce 2001. Tam hrál až do 2007, kdy přestoupil do Leksands IF, týmu hrajícího druhou švédskou ligu. Ještě téhož roku přešel k Nyköpings HK (taktéž druhá švédská liga) a Vaasan Sport (druhá finská liga). V sezoně 2008/2009 odešel do klubu Mikkelin Jukurit (druhá finská liga) a poté do Grenoble Métropole Hockey 38 (první francouzská liga). Následující sezonu se opět vrátil do Mikkelin Jukurit a odtud putoval do Comarch Cracovia (první polská liga).